# Список послов СССР и России в Сирии
В статье представлен список послов СССР и России в Сирии.

## Хронология дипломатических отношений
- 21 — 22 июля 1944 г. — установлены дипломатические отношения на уровне миссий.
- 17 — 19 ноября 1955 г. — миссии преобразованы в посольства.
- 27 февраля 1958 г. — посольства упразднены в связи с образованием Объединённой Арабской Республики в составе Сирии и Египта. В Дамаске открыто генеральное консульство.
- 30 сентября — 7 октября 1961 г. — дипломатические отношения восстановлены на уровне посольств в связи с выходом Сирии из ОАР.

## Список послов
| Срок полномочий                     | Посол                             | Годы жизни | Вручение верительных грамот                                  | Комментарии                              |
| ----------------------------------- | --------------------------------- | ---------- | ------------------------------------------------------------ | ---------------------------------------- |
| СССР                                |                                   |            |                                                              |                                          |
| 14 сентября 1944 — 22 апреля 1950   | Даниил Семёнович Солод            | 1908—1988  | 26 октября 1944                                              | Посланник                                |
| 22 апреля — 24 ноября 1950          | Илья Кайсарович Тавадзе           | 1905—1973  |                                                              | Посланник                                |
| 24 ноября 1950 — 2 сентября 1953    | Василий Афанасьевич Беляев        | 1904—1957  | 3 марта 1951                                                 | Посланник                                |
| 2 сентября 1953 — 22 февраля 1958   | Сергей Сергеевич Немчина          | 1912—1978  | 29 октября 1953 — как посланник, 16 февраля 1956 — как посол | Посланник до 22 ноября 1955, затем посол |
| 3 ноября 1961 — 12 февраля 1968     | Анатолий Александрович Барковский | 1921—2012  | 9 ноября 1961                                                |                                          |
| 12 февраля 1968 — 1 апреля 1977     | Нуритдин Акрамович Мухитдинов     | 1917—2008  | 23 марта 1968                                                |                                          |
| 1 апреля 1977 — 16 мая 1979         | Юрий Николаевич Черняков          | 1918—2004  | 14 апреля 1977                                               |                                          |
| 16 мая 1979 — 12 сентября 1984      | Владимир Иванович Юхин            | 1918—1992  | 15 июля 1979                                                 |                                          |
| 12 сентября 1984 — 23 сентября 1986 | Феликс Николаевич Федотов         | 1929—1997  | 11 октября 1984                                              |                                          |
| 24 сентября 1986 — 27 января 1989   | Александр Сергеевич Дзасохов      | 1934—      |                                                              |                                          |
| 27 января 1989 — 25 декабря 1991    | Александр Иванович Зотов          | 1941—      |                                                              |                                          |
| Российская Федерация                |                                   |            |                                                              |                                          |
| 25 декабря 1991 — 13 сентября 1994  | Александр Иванович Зотов          | 1941—      |                                                              |                                          |
| 13 сентября 1994 — 31 августа 1999  | Виктор Юрьевич Гогитидзе          | 1952—2014  |                                                              |                                          |
| 31 августа 1999 — 10 ноября 2006    | Роберт Вартанович Маркарян        | 1949—      |                                                              |                                          |
| 1 декабря 2006 — 7 сентября 2011    | Сергей Вадимович Кирпиченко       | 1951—2019  |                                                              |                                          |
| 7 сентября 2011 — 22 декабря 2014   | Азамат Рахметович Кульмухаметов   | 1953—      |                                                              |                                          |
| 22 декабря 2014 — 29 октября 2018   | Александр Александрович Кинщак    | 1962—      | 9 февраля 2015                                               |                                          |
| 29 октября 2018 — настоящее время   | Александр Владимирович Ефимов     | 1958—      | 23 января 2019                                               |                                          |